# Antonius Grech Delicata Testaferrata
Antonius Grech Delicata Testaferrata Cassia (1823–1876) – maltański biskup, który w 1868 został drugim biskupem Gozo.

## Wczesne lata
Antonius Grech Delicata Testaferrata urodził się w Valletcie na Malcie 21 lutego 1823; ochrzczony został w kościele św. Pawła Rozbitka tamże. Święcenia kapłańskie przyjął 19 października 1845.

## Biskupstwo
17 maja 1867 papież Pius IX mianował go tytularnym biskupem Calydonii. Sakrę biskupią przyjął w kaplicy willi Lante al Gianicolo w Rzymie 14 lipca 1867 z rąk kardynała Lodovico Altieriego. 15 listopada tego samego roku został mianowany apostolskim administratorem Gozo. Zastąpił na tym stanowisku biskupa Paolo Micallefa, który w 1871 został arcybiskupem Pizy. 24 września 1868 biskup Grech Delicata Testaferrata został oficjalnie mianowany biskupem Gozo, zaś formalne wprowadzony został do katedry 24 stycznia 1869.
Biskup Antonius Grech Delicata Testaferrata zmarł w Valletcie 31 grudnia 1876 w wieku zaledwie 53 lat. Pochowany został w katedrze Wniebowzięcia w Cittadelli, górującej nad stolicą wyspy.